# Hervé Garel

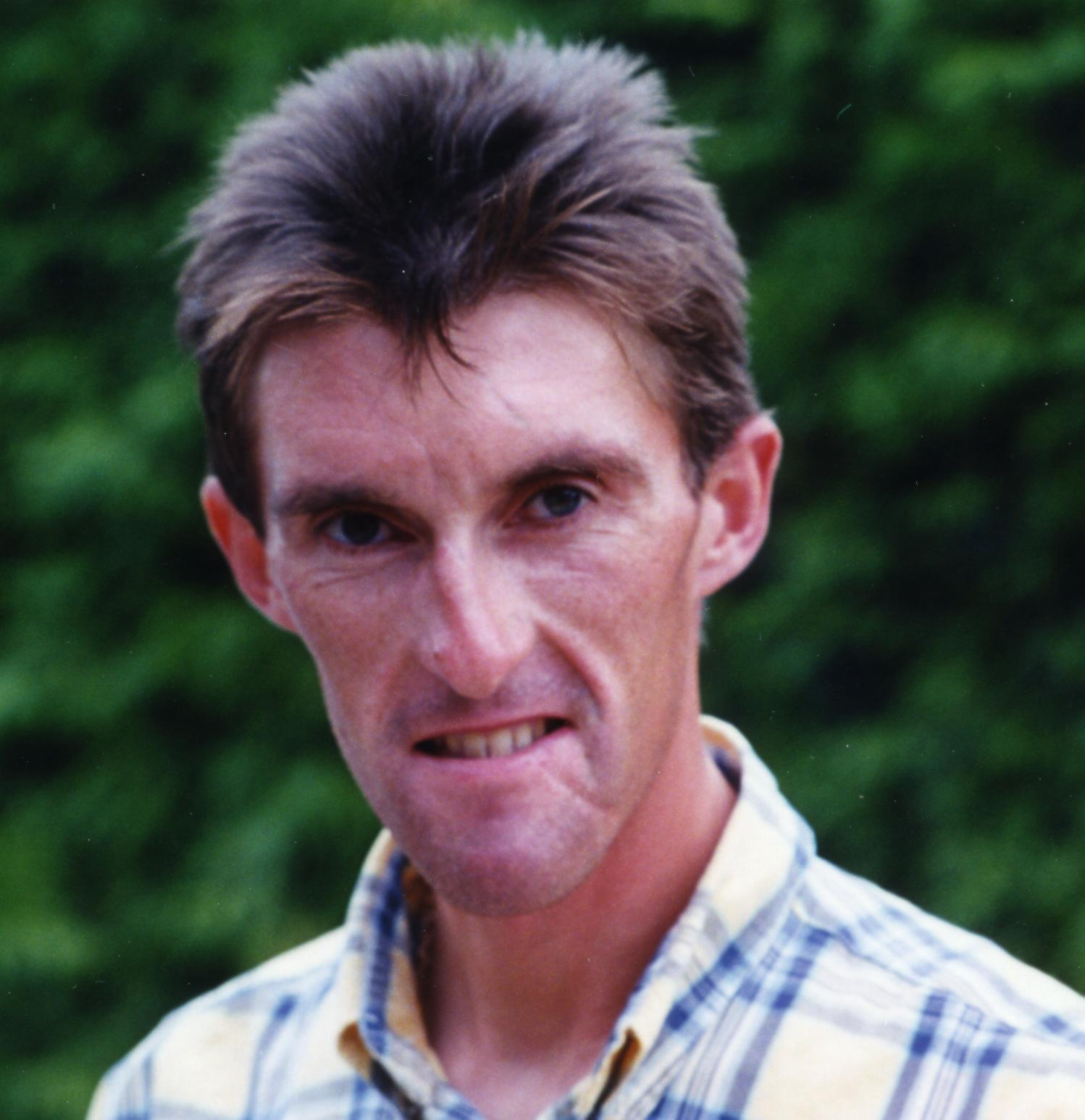
Hervé Garel

Hervé Garel (* 15. Juli 1967 in Rennes) ist ein ehemaliger französischer Radrennfahrer und nationaler Meister im Radsport.

## Sportliche Laufbahn
Garel war im Straßenradsport aktiv. Seine besondere Stärke lag im Einzelzeitfahren. Als Amateur gewann er die nationale Meisterschaft im Mannschaftszeitfahren 1990 mit Camille Coualan, Stéphane Heulot und Jean Guérin sowie die Tour d’Emeraude. 1991 wurde er erneut Meister im Mannschaftszeitfahren. Dazu kamen Siege im Etappenrennen Tour d’Eure-et-Loir, im Grand Prix de France, im Grand Prix des Nations für Amateure, in den Eintagesrennen Paris–Épernay und Créteil–Reims. Etappensiege holte er in jener Saison in der Österreich-Rundfahrt und im Rennen Ruban Granitier Breton. Bei den Straßenradsport-Weltmeisterschaften 1990 kam er mit dem französischen Straßenvierer auf den 4. Rang, 1991 wurde er Sechster mit der Mannschaft. 1991 erhielt er die Auszeichnung „Wolber d’or“ für den besten französischen Amateur des Jahres.
1991 wurde er am Ende der Saison Berufsfahrer im Radsportteam RMO und blieb bis 1996 als Radprofi aktiv. 
1992 holte er den Gesamtsieg in der Tour de l’Avenir vor Jean-Philippe Dojwa und gewann eine Etappe. Im Giro d’Italia 1993 schied er aus.